# ATC-kod M01: Antiinflammatoriska och antireumatiska medel
ATC-kod M01: Antiinflammatoriska och antireumatiska medel är en del av klassificeringssystemet ATC (Anatomical Therapeutic Chemical Classification System) för läkemedel och vissa andra medicinska produkter. ATC utvecklas av WHO och består av alfanumeriska koder indelade i grupper utifrån anatomi, medicinsk funktion och läkemedelstyp på 5 olika kodnivåer. Denna sida utgör innehållet i en specifik grupp på nivå 2.
Antireumatika är en grupp av läkemedel som används för att behandla reumatiska sjukdomar.

## M01AIcke-steroidaantiinflammatoriska/antireumatiskamedel (NSAID)

### M01AAButylpyrazolidiner
M01AA01 Fenylbutazon
M01AA02 Mofebutazon
M01AA03 Oxyfenbutazon
M01AA05 Klofezon
M01AA06 Kebuzon

### M01ABÄttiksyraderivatoch närbesläktade substanser
M01AB01 Indometacin
M01AB02 Sulindak
M01AB03 Tolmetin
M01AB04 Zomepirak
M01AB05 Diklofenak
M01AB06 Alklofenak
M01AB07 Bumadizon
M01AB08 Etodolak
M01AB09 Lonazolak
M01AB10 Fentiazac
M01AB11 Acemetacin
M01AB12 Difenpiramid
M01AB13 Oxametacin
M01AB14 Proglumetacin
M01AB15 Ketorolak
M01AB16 Aceklofenak
M01AB17 Bufexamak
M01AB51 Indometacin, kombinationer
M01AB55 Diklofenak, kombinationer

### M01ACOxikamer
M01AC01 Piroxikam
M01AC02 Tenoxikam
M01AC04 Droxikam
M01AC05 Lornoxikam
M01AC06 Meloxikam

### M01AEPropionsyraderivat
M01AE01 Ibuprofen
M01AE02 Naproxen
M01AE03 Ketoprofen
M01AE04 Fenoprofen
M01AE05 Fenbufen
M01AE06 Benoxaprofen
M01AE07 Suprofen
M01AE08 Pirprofen
M01AE09 Flurbiprofen
M01AE10 Indoprofen
M01AE11 Tiaprofensyra
M01AE12 Oxaprozin
M01AE13 Ibuproxam
M01AE14 Dexibuprofen
M01AE15 Flunoxaprofen
M01AE16 Alminoprofen
M01AE17 Dexketoprofen
M01AE51 Ibuprofen, kombinationer
M01AE53 Ketoprofen, kombinationer

### M01AGFenamater
M01AG01 Mefenaminsyra
M01AG02 Tolfenamsyra
M01AG03 Flufenaminsyra
M01AG04 Meklofenamsyra

### M01AHCoxiber
M01AH01 Celecoxib
M01AH02 Rofecoxib
M01AH03 Valdecoxib
M01AH04 Parecoxib
M01AH05 Etoricoxib
M01AH06 Lumiracoxib

### M01AX Övriga icke-steroida antiinflamm. och antireumatiska medel
M01AX01 Nabumeton
M01AX02 Niflumsyra
M01AX04 Azapropazon
M01AX05 Glukosamin
M01AX07 Benzydamin
M01AX12 Glukosaminpolyglykansulfat
M01AX13 Prokvazon
M01AX14 Orgotein
M01AX17 Nimesulid
M01AX18 Feprazon
M01AX21 Diacerein
M01AX22 Morniflumat
M01AX23 Tenidap
M01AX24 Oxaceprol
M01AX25 Kondroitinsulfat
M01AX68 Feprazon, kombinationer

## M01B Antiinflammatoriska och antireumatiska medel i kombination

### M01BA Antiinflammatoriska och antireumatiska medel i kombination medkortikosteroider
M01BA01 Fenylbutazon och kortikosteroider
M01BA02 Dipyricetyl och kortikosteroider
M01BA03 Acetylsalicylsyra och kortikosteroider

### M01BX Övriga kombinationer med antiinflammatoriska och antireumatiska medel
Inga undergrupper.

## M01C Specifika antireumatiska medel

### M01CAKinolinderivat
M01CA03 Oxycinkofen

### M01CBGuldpreparat
M01CB01 Natriumaurotiomalat
M01CB02 Natriumaurotiosulfat
M01CB03 Auranofin
M01CB04 Aurotioglukos
M01CB05 Aurotioprol

### M01CCPenicillamin
M01CC01 Penicillamin
M01CC02 Bucillamin

### M01CX Övriga specifika antireumatiska medel
Inga undergrupper.

### Engelska
- WHO Collaborating Centre for Drug Statistics Methodology - ATC Index
- WHO Collaborating Centre for Drug Statistics Methodology - ATCvet Index

### Svenska
- SIL online
- FASS.se - ATC
- FASS.se - Veterinär-ATC
- Sök läkemedelsfakta - Läkemedelsverket
- Socialstyrelsen : Klassifikationer
- Nationellt produktregister för läkemedel - NPL